# Мухи
Му́хи — насекомые, входящие в отряд Двукрылые (Diptera). Первоначально мухами называли всех двукрылых насекомых (включая комаров). Положение мух в систематике двукрылых менялось по мере их изучения.
На голове располагаются сложно устроенные глаза, короткие трёхчлениковые усики (антенны) и ротовые органы лижущего, колюще-сосущего или режуще-сосущего типов.
Мухи различаются по типу питания (пищей и пищевыми отходами человека; выделениями слизистых оболочек, экскрементами, кровью человека и животных; растительными соками). Некоторые виды во взрослом состоянии не питаются.
Среди мух есть как обитатели дикой природы, так и синантропные виды, экологически связанные с поселениями человека. Синантропные мухи представляют опасность для здоровья человека и домашних животных.
Мухи присутствуют в искусстве и фольклоре: выступают героями сказок, басен, фильмов и т. д. Мухам посвящено множество фразеологизмов.

## Систематическое положение мух
Систематическое положение мух менялось по мере их изучения. Первоначально мухами называли всех двукрылых насекомых. В 1817 году Latreille выделил группу длинноусых двукрылых — Nematocera. В 1842 Zetterstedt выделил группу короткоусых двукрылых — Brachycera. В 1882 году Becher разбил группу короткоусых на два подотряда: Короткоусые прямошовные (Brachycera Orthorrhapha Becher, 1882) и Короткоусые круглошовные (Brachycera Cyclorrhapha Becher, 1882).
Существует две основные точки зрения на подотряд: 1) подотряды Brachycera Оrthorrhapha (короткоусые прямошовные) и Brachycera Сyclorrhapha (короткоусые круглошовные), 2) подотряд Brachycera (короткоусые двукрылые).
Подотряд короткоусые прямошовные (Brachycera Оrthorrhapha) включает 23 семейства, а подотряд короткоусые круглошовные (Brachycera Сyclorrhapha) — около 100 семейств.
Для короткоусых прямошовных мух характерно наличие свободной куколки, её покровы при выходе имаго открываются продольной щелью на дорсальной стороне головогруди. У круглошовных мух куколка формируется внутри пупария, который представляет собой затвердевшую шкурку взрослой личинки. Пупарий при выходе взрослой особи открывается поперечной щелью в его верхнем конце, который отходит в виде крышечки.
Длительное время мухи рассматривались в рамках двух подотрядов. Однако в конце XX века наметилась тенденция к более дробному делению подотрядов Brachycera Orthorrhapha и Brachycera Cyclorrhapha. Основная причина — это несовпадение границ подотрядов по имагинальным и преимагинальным признакам. На основании имагинальных признаков (строение антенн) выделены короткоусые двукрылые — Brachycera, а на основании преимагинальных (характер шва растрескивания куколки или пупария при выходе взрослой особи) — прямошовные (Оrthorrhapha) и круглошовные (Сyclorrhapha).
Некоторые авторы предложили разделить подотряды мух на инфраотряды и, далее, на надсемейства. Разные авторы принимали разное число инфраотрядов и надсемейств. Ряд исследователей разработал собственные и компилятивные схемы классификации и филогении для Brachycera-Orthorrhapha и Brachycera-Cyclorrhapha. В каталогах двукрылых для разных зоогеографических областей были также опубликованы принятые там схемы классификаций мух.
Проводящиеся последние 10-15 лет молекулярно-генетические исследования и кладистический анализ позволили усовершенствовать систематику двукрылых.
Окончательная таксономия Brachycera (Orthorrhapha и Cyclorrhapha), основанная на монофилетических группах и принимаемая большинством исследователей, пока не разработана.

## Строение
Все мухи имеют некоторые морфологические признаки, сходные между собой.
Тело взрослой особи разделено на три отдела: голову, грудь и брюшко. Всё тело насекомых густо покрыто волосками.

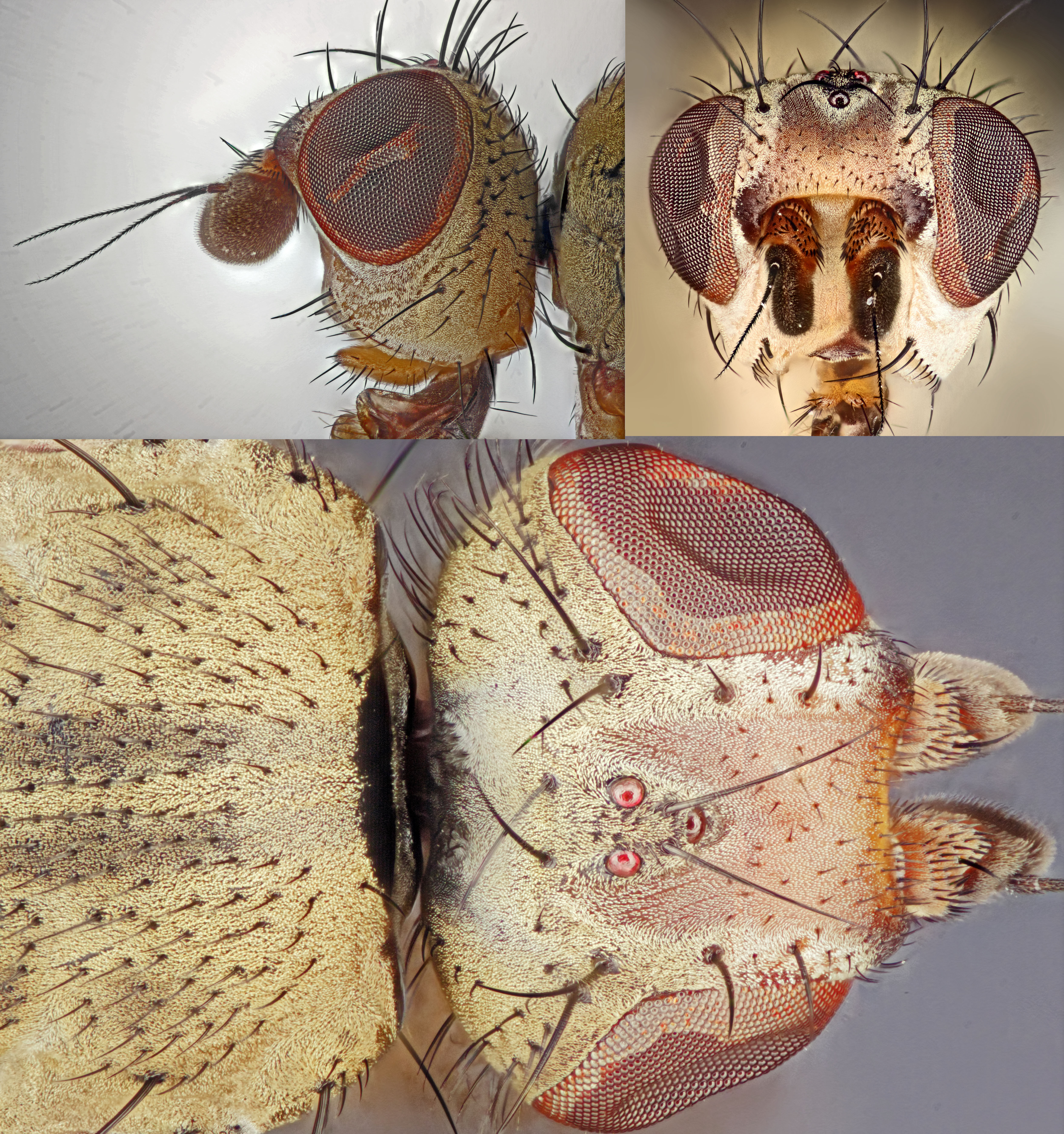
Голова мухи

Большую часть боковой поверхности головы занимают фасеточные глаза, за которыми расположены три простых глазка. Спереди прикреплены антенны, или усики, над основанием которых находится лобный пузырь. Последний у некоторых видов редуцирован. От нижней поверхности головы отходит хоботок — ротовой аппарат. У большинства видов он лижущего типа. У кровососущих мух он колюще-сосущего или режуще-сосущего типов.
Грудной отдел представлен в основном среднегрудью. Переднегрудь и заднегрудь имеют очень маленький размер. Верхняя поверхность среднегруди называется среднеспинка. Её задняя часть представлена щитком, имеющим треугольную форму. По бокам груди расположены передние и задние пары грудных дыхалец.
Брюшко мухи может значительно увеличиваться в объёме за счёт растяжения мембран, соединяющих брюшные сегменты. Это важно для самок с созревшими яйцами и напитавшихся особей. На брюшке расположены брюшные дыхальца. Последние сегменты брюшка входят в состав полового аппарата — яйцеклада у самок и копулятивного аппарата у самцов. Яйцеклад в обычном состоянии втянут внутрь брюшка. При откладке яиц или рождении личинок он выдвигается наружу.
Лапка мух пятичлениковая, на последнем членике расположены органы осязания и вкуса в виде пульвилл.
Характер жилкования крыльев мух является важным диагностическим признаком.
Большинство видов мух яйцекладущи. Яйца мелкие, продолговатой формы. Хорион яйца беловатого цвета, ячеистый с точечным скульптурным рисунком.
Личинки мух — червеобразной формы, безногие, лишённые обособленной головы, желтоватого, реже коричневатого цвета. На заострённом переднем конце расположены подвижные ротовые крючки, служащие для соскабливания питательного субстрата и передвижения личинок. Личинки снабжены 2 парами дыхалец, находящихся на первом грудном сегменте и на заднем конце тела.
Различают 3 стадии развития личинок. Причём, последняя, III стадия, включает 2 периода — питания и предкуколки. По завершении предкуколочного периода личинка линяет. Личинка круглошовных мух линяет, не сбрасывая кутикулу, которая образует пупарий. При выходе новорождённой мухи пупарий открывается по округлой линии (отсюда название «круглошовные»). Личинки прямошовных мух при окукливании сбрасывают кутикулу. При вылуплении взрослого насекомого оболочка куколки разрывается по прямой или Т-образной линии (отсюда название «прямошовные»).

## Питание мух
По характеру имагинального питания выделяют следующие группы мух: афаги, нектарофаги, копрофаги, гематофаги, некрофаги и полифаги. Причём в каждой из этих групп определённому типу имагинального питания соответствует и определённый тип личиночного питания.
Афаги не питаются во взрослом состоянии. Личинки являются облигатными паразитами животных. Могут паразитировать на человеке. К этой группе относятся оводы.
Нектарофаги. Пищей для имаго служат главным образом растительные соки, иногда помёт животных. Личинки развиваются как облигатные паразиты животных, реже — человека. Типичный представитель — Вольфартова муха.
Копрофаги облигатные питаются экскрементами человека и животных как во взрослом, так и в личиночном состоянии. В качестве дополнительного питания имаго употребляют растительные соки. К этой группе относятся некоторые пастбищные виды семейства Muscidae.
Копрофаги факультативные. Основным источником питания взрослых мух являются экскременты человека и животных. Однако они охотно используют и пищу человека. Личинки развиваются как копрофаги, факультативные или облигатные, возможно хищничество. Типичный представитель — домовая муха.
Гематофаги облигатные питаются в имагинальной стадии кровью человека и животных, активно добывая её через кожные покровы с помощью специально устроенного хоботка. Личинки питаются экскрементами, а также разлагающимися остатками животных и растений. Типичный представитель — Осенняя жигалка.
Гематофаги факультативные. Взрослые особи питаются потом и выделениями слизистых оболочек. Охотно подлизывают выступающую из ран кровь. Сами добывать кровь через неповреждённую кожу не могут. Дополнительный источник питания — экскременты человека и животных, растительные соки. Личинки являются облигатными копрофагами. Типичный представитель — базарная муха.
Некрофаги факультативные. Имаго питаются преимущественно трупами животных. Используют также мясные и пищевые отходы, экскременты, растительные соки. Личинки развиваются как факультативные некрофаги. Могут паразитировать в ранах животных и человека. К этой группе относятся мясные мухи.
Полифаги во взрослом состоянии питаются экскрементами человека и животных, пищей человека, пищевыми отходами растительного и животного происхождения, выделениями ран и слизистых оболочек. Личинки питаются самыми разнообразными веществами. Иногда могут развиваться как паразиты. Типичным полифагом является комнатная муха.

## Экология мух
Среди мух есть как обитатели дикой природы, так и синантропные виды, живущие рядом с человеком. По степени связи с человеком мух разделяют на поселковых, полупоселковых и пастбищных.
Поселковые виды приурочены к населённым пунктам. Они живут и размножаются исключительно в условиях посёлка. Некоторые виды, например, комнатная муха (Musca domestica), тесно связаны с человеком. Они обитают в жилых помещениях или вблизи них. Питаются пищей людей, подлизывают пот, а также выделения слизистых оболочек и ран. Местами развития личинок служат человеческие фекалии и пищевые отходы. Отсутствие домашних животных в местах обитания таких видов никак не сказывается на их жизнедеятельности. Другие же виды, напротив, приурочены только к тем населённым пунктам, где есть скот. Связь таких мух с человеком осуществляется через домашних животных. Источником питания взрослых особей служат животные, реже человек. Личинки развиваются в навозе. Примером может служить кровососущая муха осенняя жигалка (Stomoxys calcitrans).
Полупоселковые или факультативно-поселковые виды обитают как в населённых местах, так и в природных условиях. Примером этой группы могут служить все виды мясных мух.
В посёлки могут залетать и пастбищные мухи, личинки которых развиваются в помёте скота на пастбищах.

## Синантропные мухи

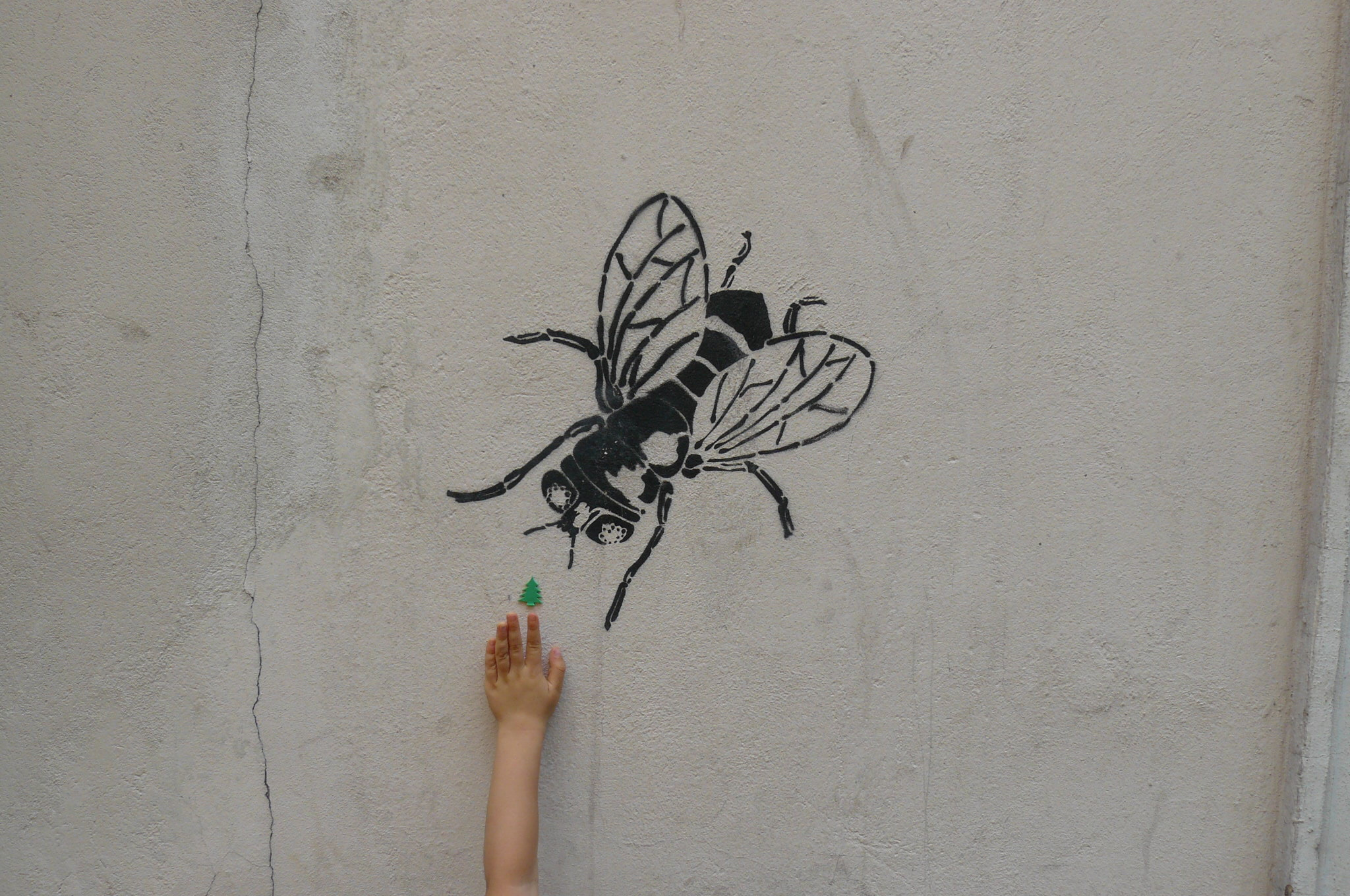
Граффити в Познани

Для человека наибольшее значение имеют (и представляют наибольшую опасность для его здоровья) синантропные мухи (мухи, экологически связанные с поселениями человека). К ним относятся, в первую очередь, представители следующих семейств: Muscidae — настоящие мухи, Calliphoridae — синие или зелёные мясные мухи, Sarcophagidae — серые мясные мухи, Piophilidae — сырные мухи, Drosophilidae — дрозофилы, плодовые мушки, Hippoboscidae — кровососки и представители трёх семейств оводов: Желудочные овода (сем.Gasterophilidae), Подкожные овода (сем. Hypodermatidae) и Полостные овода (сем. Oestridae).

## Фразеологизмы
- «Делать из мухи слона» — преувеличивать, придавать большое значение незначительному (как правило, негативному) событию
- «Словно муха его укусила», «Какая муха его укусила?» — говорят о странном, неожиданном поведении кого-либо или о человеке, который не в настроении
- «Мухи не обидит» — безобидный, добрый, кроткого нрава человек
- «Мухи дохнут» — скучно, нудно
- «Под мухой» — навеселе, в нетрезвом состоянии
- «Мрут как мухи» — погибают в большом количестве
- «Муха не сидела» — при описании совершенно новой вещи, либо в состоянии, близком к новому
- «Слышно, как муха пролетит» — полная тишина
- «Ловить мух», «Считать мух» — бездействовать, бездельничать, быть рассеянным
- «Мухой» — сделать что-то очень быстро, тотчас, мигом
- «Назойлив как муха» — говорят о прилипчивом, надоедливом человеке[12][13][14][15]

## Мухи в искусстве

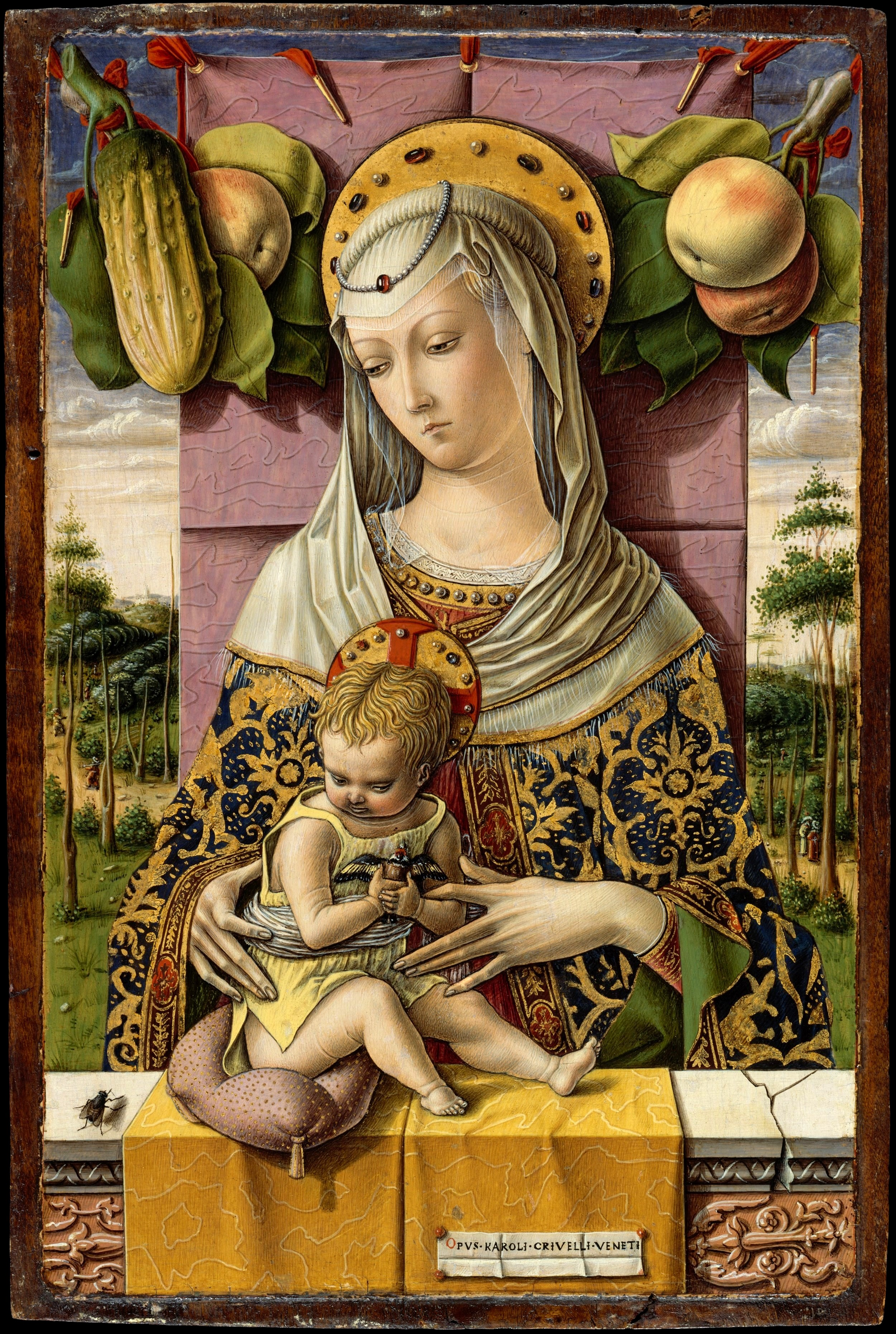
Карло Кривелли. Мария с младенцем (около 1473)

### В литературе
- Детская сказка в стихах «Муха-цокотуха», написанная писателем Корнеем Чуковским.
- Басня И. И. Дмитриева «Муха».
- Пьеса Ж. П. Сартра «Мухи».
- «Похвала мухе». Из этого древнегреческого произведения, написанного Лукианом, мы знаем пословицу «делать из мухи слона».
- Стихотворение «Муха» Иосифа Бродского.
- Роман Уильяма Голдинга «Повелитель мух» (1954).

### В кино
- Фильм «Муха» (1986 год), где главный герой, учёный, в результате неудачного эксперимента становится насекомоподобным монстром.
- Муха Мух — один из главных героев фильма «Миссия Дарвина».
- Муха Вжик — один из главных героев мультсериала «Чип и Дейл спешат на помощь».
- Фильм «Муха» (2012) — индийский фильм, где герой возродился в теле мухи, чтобы отомстить за свою смерть и защитить любимую.
- Анимация «Жизненный миг», где изображён быт мухи.
- Десятая серия третьего сезона сериала «Во все тяжкие». В этой серии на примере мухи наглядно показаны отношения главных героев.

### В музыке
- Песня «Мухи» группы «Автоматические удовлетворители» (1984).
- Альбом австралийской рок-группы AC/DC — «Fly on the Wall» (1985).
- Песня «Муха на стекле» группы «Телевизор» из альбома «Шествие рыб» (1985).
- Песня «Источник заразы» группы «Звуки Му» (1989).
- Песня «Звуки природы (Мухи)» группы «Ноль» (1992).
- Песня «Муха - маленькая птичка» группы «Король и Шут» (2004).

### Другое
- Золотые мухи (награда)